# Janusz Grzeszczuk
Janusz Grzeszczuk (ur. 14 lutego 1940 w Białymstoku, zm. 27 kwietnia 2023) – polski lekkoatleta, specjalizujący się w biegach średniodystansowych. Mistrz i reprezentant Polski. Honorowy członek Akademickiego Związku Sportowego (2005).

## Życiorys
Od 1959 był członkiem AZS Poznań. W 1964 ukończył studia w Wyższej Szkole Wychowania Fizycznego w Poznaniu. Jego największym sukcesem sportowym był złoty medal mistrzostw Polski seniorów w biegu na 800 metrów w 1965, ponadto jeszcze trzykrotnie zajmował miejsce w pierwszej "ósemce" finału mistrzostw Polski na tym dystansie (5 m. w 1962, 6 m. w 1964, 8 m. w 1966), a w 1963 zajął 4. miejsce w sztafecie 4 x 400 metrów. Był też trzykrotnym akademickim mistrzem Polski
Reprezentował Polskę na letniej Uniwersjadzie w 1965, w tym samym roku wystąpił też jedyny raz w meczu międzypaństwowym, zajmując w spotkaniu z Wielką Brytanią 4. miejsce w biegu na 800 metrów.
W latach 1966–1975 był trenerem lekkiej atletyki w AZS Poznań. W latach 1972–2005 pracował w Studium Wychowania Fizycznego i Sportu Wyższej Szkoły Ekonomicznej (od 1975 Akademii Ekonomicznej w Poznaniu), m.in. jako kierownik Studium.
W latach 1974–1987 był członkiem zarządu AZS Poznań, w latach 80. także członkiem zarządu głównego AZS. W 1990 był pomysłodawcą i organizatorów zorganizowanych w Poznaniu akademickich mistrzostw świata w biegach przełajowych.
W 2005 otrzymał godność członka honorowego Akademickiego Związku Sportowego, w 2015 medal Polskiego Komitetu Olimpijskiego "za zasługi dla Polskiego Ruchu Olimpijskiego", w 2017 tytuł superseniora poznańskiego sportu.
Rekord życiowy na 800 metrów – 1:49,5 (Pyrzyce 1965).